# 阿罗堡
阿罗堡（西班牙語：Castillo de Aro）是西班牙加泰罗尼亚赫罗纳省的一个市镇。总面积22平方公里，总人口6806人（2001年），人口密度309人/平方公里。

## 友好城市
- 法國 布里夫拉盖亚尔德